# Еврейско-португальский диалект
Еврейско-португальский диалект — диалект португальского языка, на котором говорили евреи в Португалии. Различаются 3 разновидности этого языка:
1. еврейско-португальский до XV века — больше схож со старопортугальским языком, только с использованием древнееврейских и испанских слов;
2. диалект еврейских общин, появившихся в 1497 году. Был тайным арго, до сих пор используется в Алгарви и Бельмонти;
3. эмигрантский диалект — диалект, сформировавшийся в XVI веке в общинах евреев, начавших покидать Португалию. Использовался в богослужении, сейчас практически вышел из употребления.

Письмо — латиница или еврейское письмо (aljamiado português).

## Отличие от португальского
| Еврейско-португальский | Португальский         | Русский перевод                                          |
| ---------------------- | --------------------- | -------------------------------------------------------- |
| ay                     | há                    | есть                                                     |
| Dio                    | Deus (старопорт. Deo) | Бог                                                      |
| manim                  | mãos                  | руки                                                     |
| algũa                  | alguma                | некоторый                                                |
| angora                 | agora                 | сейчас                                                   |
| aynda                  | ainda                 | ещё                                                      |
| dous                   | dois                  | два                                                      |
| he                     | é                     | это                                                      |
| hũa                    | uma                   | неопределённый артикль (как a или an в английском языке) |

## Другие отличия
Еврейско-португальское слово «esnoga» (синагога) характерно только для этого диалекта. Также некоторые слова, относящиеся к иудаизму, имеют небольшое отличие от еврейского языка.